# Palais d'Itamaraty
Le palais d'Itamaraty, appelé également le palais des arches, est un édifice officiel de la ville de Brasilia, capitale du Brésil. Il abrite le siège du ministère des relations extérieures. 

## Situation
Il est situé sur le côté sud de l'Axe monumental, à proximité immédiate de l'édifice du Congrès national.

## Historique
Commencé en 1960, le bâtiment est inauguré seulement le 21 avril 1970. 

## Architecture

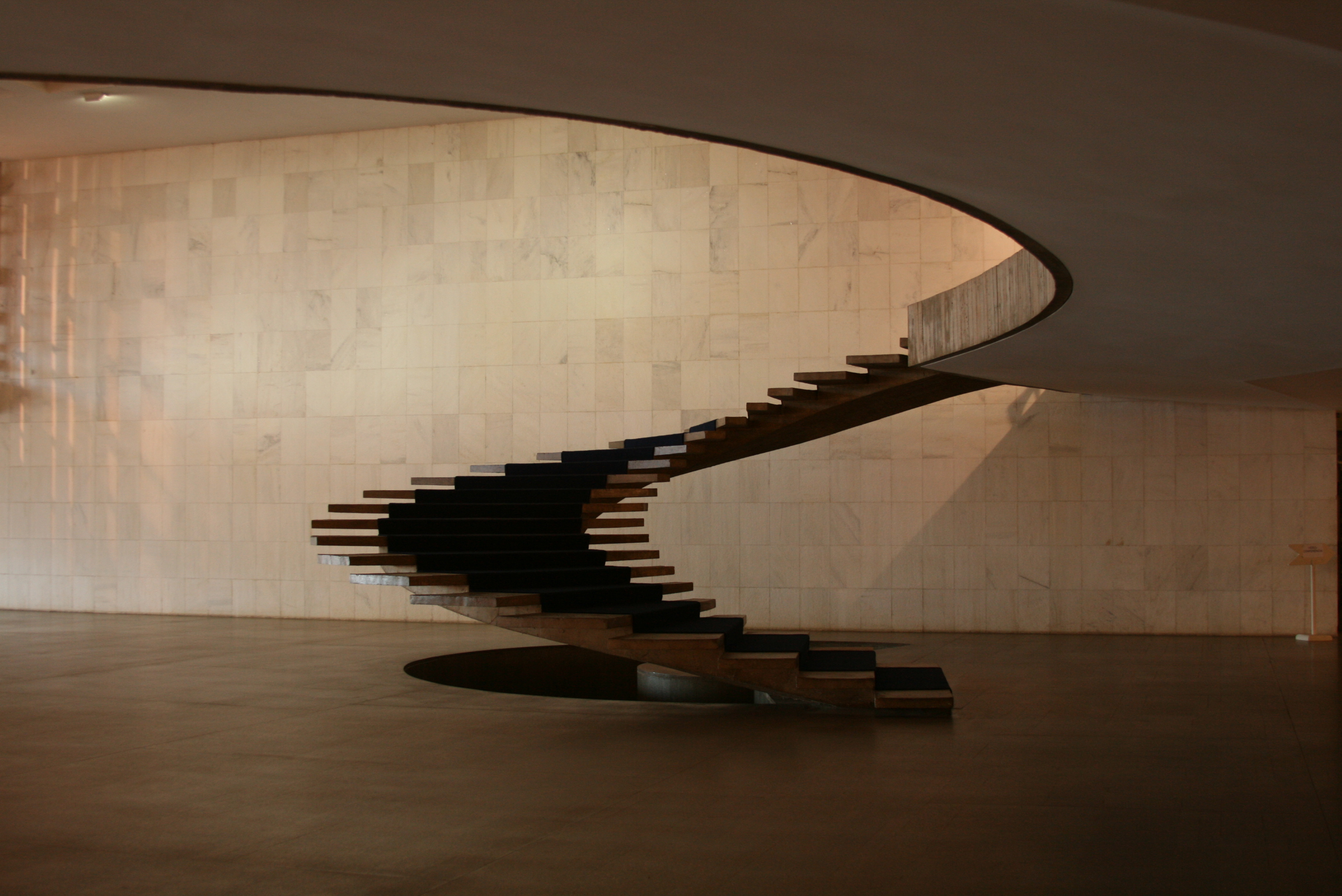
Escalier présent à l'intérieur du Palais d'Itamaraty.

La conception est due à l'architecte Oscar Niemeyer et à l'ingénieur Joaquim Cardozo (pt). L'édifice se présente sous la forme d'un carré de 84 m de côté entièrement ceint d'arches. Il mesure 13 m de haut et comprend trois étages. La façade principale est précédée d'un plan d'eau, franchi par deux ponts, au milieu duquel s'élève la sculpture Météore de Bruno Giorgi.
Le complexe comprend également deux annexes situées au sud du palais dont l'une, de forme cylindrique, est surnommée le « gâteau de mariage ».